# Josu Urrutia
Josu Urrutia (Bilbao, 10 april 1968) is een Spaans voormalig profvoetballer die als defensieve middenvelder speelde. 
Hij speelde z'n ganse carrière bij Athletic Bilbao. Hij speelde 348 wedstrijden in de Primera División voor Athletic Bilbao. Op 35-jarige leeftijd werd hij verplicht om een punt achter z'n spelerscarrière te zetten na een aanhoudende knieblessure. Hij speelde precies 400 wedstrijden voor de Basken. Op 7 juli 2011 won hij de presidentsverkiezingen bij z'n ex-club en werd hij met 54,36% van de stemmen verkozen tot nieuwe voorzitter van Athletic Bilbao.